# Feuillantine
En pastisseria, la feuillantine és una preparació de pasta fullada que confereix a les darreries una textura cruixent. La feuillantine pot, per exemple, ser obtinguda barrejant xocolata fosa amb crepes dentelles (especialitat de la Bretanya, molt fines, enrotllades i cruixents) esclafades. A Catalunya hi ha la ferradura de cabells d'àngel. La feuillantine és també un plat salat, constituït de pasta de full amb una alternança d'ingredients en capes successives. El nom feuillantine fa referència a les feuillantines, religioses bernadines.